# 젖소

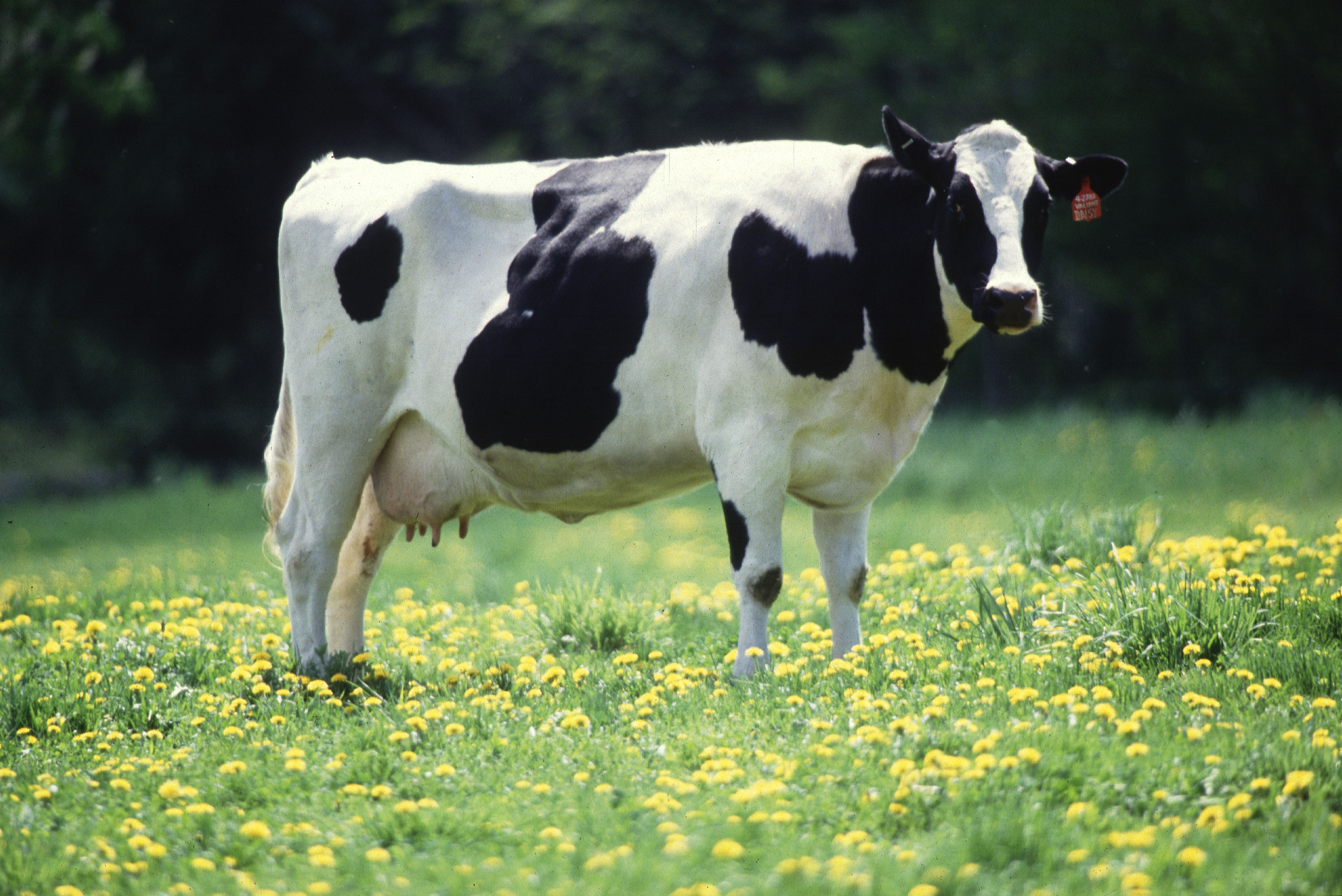
홀스타인 젖소

젖소(dairy cattle)는 유제품을 만드는 데 사용되는 많은 양의 우유를 생산할 목적으로 사육되는 소다. 유우(乳牛)라고도 한다. 과거에는 젖소와 고기소 모두 고기와 유제품을 함께 얻는데 사용되어 두 종의 차이가 거의 없었지만 오늘날 젖소는 많은 양의 우유 생산에 특화되어 있다.
몸은 유방을 포함한 뒤쪽이 뚜렷하게 발달되어 있으며, 젖소 한 마리의 1년 평균 우유 생산량은 약 5,000kg 정도다. 홀스타인종, 저지종, 건지종, 에어셔종, 브라운스위스종, 유용쇼트혼종 등의 품종이 있다.

## 같이 보기
- 고기소